# Classe Infanta María Teresa
La classe Infanta María Teresa fut la première classe de croiseur cuirassé construite pour la Marine espagnole entre 1889 et 1893. Les trois croiseurs blindés furent coulés par l’US Navy durant la bataille de Santiago de Cuba en 1898.

## ClasseInfanta María Teresa
| Nom                  | Lancement      | Chantier                                      | Service effectif | Fin de carrière         | Photo |
| -------------------- | -------------- | --------------------------------------------- | ---------------- | ----------------------- | ----- |
| Infanta María Teresa | 30 août 1890   | Societad Astilleros de Nervión-Bilbao Espagne | 28 août 1893     | coulé le 3 juillet 1898 |       |
| Vizcaya (es)         | 8 juillet 1891 | Societad Astilleros de Nervión-Bilbao Espagne | 2 août 1894      | coulé le 3 juillet 1898 |       |
| Almirante Oquendo    | 3 octobre 1891 | Societad Astilleros de Nervión-Bilbao Espagne | 21 août 1895     | coulé le 3 juillet 1898 |       |